# Guardia Estatal de Seguridad e Investigación
La Guardia Estatal de Seguridad e Investigación de Baja California,  fue una dependencia del Gobierno del Estado responsable de coordinar todos los esfuerzos encaminados a lograr un estado seguro en el que prevalezca la convivencia social en un ambiente de tranquilidad, respeto, confianza y paz social, sustentada en la participación eficiente y coordinada de todos los sectores intergubernamentales y en la participación activa y comprometida de la sociedad.

## Antecedentes
La idea de cambiar a la corporación de seguridad estatal la Policía Estatal Preventiva por una nueva, fue por el entonces candidato a la gubernatura del estado Jaime Bonilla. 
Si bien la PEP era una corporación con un considerable buen entrenamiento, equipo e instalaciones, era percibida como una corporación con mucha corrupción e ineficiente. Siguiendo el nuevo modelo que se implemento a nivel federal con la creación de la Guardia Nacional y reestructuran de otras instituciones como la PGR, Policía Federal y Agencia de Investigación Criminal se dio el proyecto de desaparición del PEP por otra corporación.
Ya en la gubernatura, se envío el proyecto que desaparecía la PEP y daría paso al GESI. Con la mayoría del congreso, esta medida fue aceptada y concluida el 1 de noviembre del 2019.

## Historia
El banderazo de salida fue en la sede de la Fiscalía General del Estado en Mexicali el 1 de noviembre del 2019. Al mismo tiempo que al estado arribaban 300 elementos de la Policía Federal y Guardia Nacional en el aeropuerto de Tijuana. 
A los pocos días y hasta verano del 2020, hubo varios ataques a agentes de la corporación en distintas partes del estado, algunos supuestamente fueron motivados por motivos personales relacionados con corrupción o asociación criminal. También se dieron varios operativos contra la delincuencia en Tijuana y Mexicali, dejando varios detenidos y equipo incautado. 
En el periodo de contingencia por la Pandemia de COVID-19, participan activamente en retenes y operativos junto a las policías municipales y las fuerzas federales en prevención y atención a las medidas sanitarias.  
Entrado el gobierno de Marina del Pilar, en enero de 2022, se disolvió a la GESI y pasó a llamarse Fuerza Estatal de Seguridad Ciudadana

## Marco Legal
- Constitución Política de los Estados Unidos Mexicanos.
- Constitución Política del Estado Libre y Soberano de Baja California.

###### Leyes Generales y Nacionales
- Ley General del Sistema Nacional de Seguridad Pública.
- Ley Nacional de Ejecución Penal.
- Ley Nacional del Sistema Integral de Justicia Penal para Adolescentes.

###### Leyes Estatales
- Ley de Seguridad Pública del Estado de Baja California.
- Reforma
- Ley de Transparencia y Acceso a la Información Pública para el Estado de Baja California.
- Ley Orgánica de la Administración Pública del Estado de Baja California.
- Reforma
- Ley de la Policía Estatal de Seguridad y Custodia Penitenciaria.
- Ley de la Policía Estatal Preventiva de Baja California.
- Ley de Seguridad Escolar del Estado de Baja California.
- Ley de Responsabilidades Administrativas de Baja California
- Ley de Protección de Datos Personales en Posesión de Sujetos Obligados Para el Estado de Baja California
- Ley del Sistema Estatal Anticorrupción de Baja California
- Ley que Regula el uso de la Fuerza Publica en el Estado de Baja California

###### Reglamentos de la SSPE
- Reglamento de los Centros de Internamiento para Adolescentes del Estado de Baja California
- Reglamento Interno de la Fiscalía General del Estado de Baja California
- Reglamento de la Ley de la Policía Estatal Preventiva de Baja California.
- Reglamento de Seguridad Privada para el Estado de Baja California.
- Reglamento del Centro de Evaluación y Control de Confianza del Estado de Baja California.
- Reglamento de la Academia de Seguridad Pública del Estado de Baja California.
- Reglamento del Centro de Control, Comando, Comunicación y Cómputo del Estado de Baja California.
- Reglamento del Consejo Estatal de Seguridad Pública de Baja California
- Reglamento de la Ley de la Policía Estatal de Seguridad y Custodia Penitenciaria de Baja California.
- Reglamento del Servicio Profesional de Carrera Policial de las Instituciones Policiales de la Fiscalía General del Estado Estado de Baja California.
- Reglamento del Consejo Ciudadano de Seguridad Pública del Estado de Baja California.

###### Otros Instrumentos.
- Observatorio Ciudadano de Seguridad Pública del Estado de Baja California.
- Estatuto General del Centro de Formación y Capacitación Policial de la Academia de Seguridad Pública del Estado de Baja California
- Lineamientos para la Elaboración de Programas de Capacitación; así como para la Elaboración de los Instrumentos de Evaluación para el Personal Operativo de los Prestadores de Servicios de Seguridad Privada en el Estado de Baja California.
- Código de ética de los servidores de la administración pública del Estado.
- Manual de visitas para los Centros de Reinserción Social del Estado de Baja California.
- Reglamento de la Ley de Transparencia y Acceso a la Información Pública para las Dependencias y Entidades del Poder Ejecutivo del Estado de Baja California.

###### Planes y Programas rectores en materia de seguridad pública.
- Plan Estatal de Desarrollo 2014-2019
- Programa Sectorial de Seguridad Pública y Justicia Integral 2014-2019
- Programa de Fiscalía General del Estado de Baja California 2014-2019[3]

## Percepción Ciudadana
La policía estatal tienen una opinión divida entre la población baja californiana. Además es una de las corporaciones que menor percepción de desempeño y confianza tiene a nivel nacional. Y a pesar del cambio de imagen y que muchas corporaciones de seguridad en el país aumentaron sus percepciones de manera positiva, las fuerzas de seguridad estatal no tuvieron un cambio significativo a la última medición (septiembre del 2020). 
Aunque si logró un aumento considerable de confianza y muy poca en desempeño, en los últimos resultados de la Encuesta Nacional de Seguridad Urbana del Instituto Nacional de Estadística y Geografía (septiembre del 2020). Y a comparación de su antecesora la Policía Estatal Preventiva, si ha tenido un considerable aumento en percepción de confianza.
| Porcentaje que respondió algo o muy confiable | Tijuana | Mexicali | Estatal | Media Nacional |
| --------------------------------------------- | ------- | -------- | ------- | -------------- |
| PEP (Sept19)                                  | 35.6%   | 37.6%    | 51.7%   | 50.6%          |
| GESI (Sepi20)                                 | 38.0%   | 43.9%    | 53.4%   | 54.2%          |

## Polémicas
A pesar de las fuertes declaraciones del nuevo Gobernador del Estado, que señalaba a la Policía Estatal Preventiva como un "nido de bandidos" y "una corporación corrupta e ineficiente" se les dio pase libre a todos sus elementos a formar parte de la nueva corporación de seguridad estatal: el GESI.  El fiscal general del estado señaló que “La sociedad los califica como elementos corruptos, entonces vamos a ver que rescatamos de ahí, vamos a ver a quien rescatamos, el que ande mal, no va a pertenecer a la corporación”, Después de esto, el gobierno y fiscalía estatal ordenan una depuración en la corporación ante la polémica causada de que no hubo exámenes de control a los elementos en el traspaso de la PEP al GESI.  
En sus inicios las nuevas patrullas y uniformes del Guardia Estatal de Seguridad e Investigación cambiaron de diseño a la de la Policía Estatal Preventiva. A diferencias del PEP cuyo diseño era con los colores azul, blanco y amarillo conforme al Código del Secretariado Nacional de Seguridad Pública Federal, el GESI ahora eran guinda y gris, el primero era el más notorio y además era el color del partido político de Morena de donde emanaban el presidente de la República y el Gobernador del Estado, este caso se repitió en la Policía Estatal de Puebla y en varios municipios de Oaxaca y Durango. También el cambio de nombre de Policía Estatal a la Guardia Estatal, igual como se empezó a hacer a nivel federal con la Policía Federal a la Guardia Nacional. Juan Manuel Hernández Niebla, presidente del Consejo Ciudadano de Seguridad Pública en el Estado minimizó el hecho asegurando que serán más importantes los resultados que se obtengan con la intervención de las unidades de la GESI. Posteriormente salieron más unidades pero ahora en su mayoría con los colores azul y blanco.
El 23 de octubre del 2020, hubo un conato de riña que no llegó a más que empujones y discusiones entre elementos del GESI y agentes de la Fiscalía General de la República y Policía Federal. Esto ocurrió cuando los agentes federales detuvieron a un hombre en cumplimiento de una orden de aprensión, al llegar a la sede de la FGR en Tijuana, unas camionetas (supuestamente de las Fiscalía General del Estado) llegaron tras las camionetas y patrullas federales, una de ellas le chocaron por atrás. Los agentes estatales le solicitaron papelería y documentaciones a los federales, y después querían llevarse al detenido. Posteriormente arribaron más patrullas del GESI donde sus elementos bajaron a apoyar a sus compañeros y del edificio federal salieron agentes y policías para hacer lo mismo con los suyos. Al no conseguir nada, además que más unidades federales habían sido convocadas al lugar, los estatales se retiraron. La Fiscalía del Estado y República iniciaron las respectivas carpetas de investigación.
El 28 de octubre del 2020, fueron arrestados tres elementos del aérea de investigación del GESI por parte de agentes de la Agencia Estatal de Investigación de la Fiscalía General del Estado en Mexicali. Los tres agentes fueron acusados se realizar secuestros en patrullas no rotuladas y vestidos de civil.